# Saint-Martial-sur-Isop
Saint-Martial-sur-Isop är en kommun i departementet Haute-Vienne i regionen Nouvelle-Aquitaine i västra Frankrike. Kommunen ligger i kantonen Mézières-sur-Issoire som tillhör arrondissementet Bellac. År 2022 hade Saint-Martial-sur-Isop 146 invånare.

## Befolkningsutveckling
Antalet invånare i kommunen Saint-Martial-sur-Isop
| Referens: INSEE |